# 브루클린 (영화)
《브루클린》(영어: Brooklyn)은 2015년 공개된 영국, 아일랜드, 캐나다의 로맨틱 드라마 영화이다. 존 크롤리가 감독하고, 칼럼 토이빈의 동명 소설을 기반으로 닉 혼비가 각본을 썼다. 이 영화에는 시얼샤 로넌, 에머리 코언, 돔놀 글리슨, 짐 브로드벤트와 줄리 월터스가 출연한다. 1951년과 1952년을 배경으로 하는 이 영화는 젊은 아일랜드 여성이 이민을 온 브루클린에서 운명의 남자를 만나 새롭고 낯선 도시 뉴욕 브루클린에 점차 적응하는 이민 이야기를 다루고 있다. 영화는 2015년 선댄스 영화제에서 초연되어 비평가로 각광을 받았다. 2015년 11월 4일 미국과 2015년 11월 6일에 영국에서 한정 공개되었다.
이 영화는 제88회 미국 아카데미상에서 최우수 작품상, 여우주연상, 각색상의 3개 부문에 후보 지명되었고, 제69회 영국 아카데미상(BAFTA) 최우수 영국 작품상을 수상했다. BBC에서 발표한 21세기 최고의 영화 100편에서 48위에 선정되었다.

## 줄거리
때는 1951년. 아일랜드 시골마을 처녀 에일리스(시얼샤 로넌 분)는 동생을 더 큰 더 나은 환경에서 살게 해주고 싶은 언니의 뜻에 따라 혈혈단신 뉴욕에 건너가게 된다. 에일리스는 대서양을 건너는 여객선에서부터 혹독한 수업료를 내면서 새 삶에 적응하기 시작하는데, 지독한 향수병에 시달리면서도 낮에는 백화점 점원, 밤에는 야간대학생으로 그녀는 하루하루를 착실히 살아나간다. 그런 그녀 앞에 소년의 미소를 가진 이탈리아계 청년 토니(에머리 코언 분)가 나타나면서 그녀의 뉴욕에서의 생활도 서서히 적응해 나간다.

## 출연진
- 시얼샤 로넌 - 에일리스 레이시 역[6]
- 에머리 코언 - 안토니 "토니" 피오렐로 역
- 도널 글리슨 - 짐 패럴 역
- 짐 브로드벤트 - 프루드 신부 역
- 줄리 월터스 - 미세스 케호 역
- 브리드 브레넌 - 켈리 역
- 에바 버시스틀 - 조지나 역
- 피오나 글래스콧 - 로즈 레이시 역
- 제시카 파레 - 포티니 역
- 에밀리 벳 리카드 - 패티 역
- 노라 제인 눈 - 쉴라 역
- 이브 맥클린 - 다이아나 역
- 제인 브레넌 - 매리 레이시 역
- 마이클 제겐 - 모리지오 역
- 폴리노 넌즈 - 피오렐로 역
- 젠 머레이 - 돌로레스 역
- 노라 제인 눈 - 쉴라 역
- 엘렌 데이빗 - 미세스 피오렐로 역
- 에일리 오히긴스 - 낸시 역
- 알레인 골렘 - 로젠블럼 역
- 크리스찬 드 라 코르티나 - 로렌지오 역
- 에리카 로즌바움
- 제인 윌러

## 제작
본 촬영은 2014년 4월 1일에 시작되어 에니스코시, 웩스퍼드, 더블린을 포함한 여러 지역에서 3주 동안 촬영 되었다. 촬영 첫날 로넌은 에니스코 세트장에서 옛 시대 의상을 입은 모습이 발견되었다. 아일랜드에서 촬영을 마친 후 퀘벡주로 옮겨 4주간 더 촬영했다. 코니 아일랜드와 뉴욕에서 이틀간 더 촬영 되었다.

## 개봉
영화는 2015년 1월 26일 선댄스 영화제에서 초연되었다. 초연 후, 와인스틴 컴퍼니, 포커스 피처스 및 폭스 서치라이트 픽처스 사이에서 배급을 놓고 입찰 전쟁이 시작되었다. 결국 폭스 서치라이트 픽처스로 결정되었고, 미국 및 기타 여러 지역에 대한 배포 권한을 900만 달러로 취득했다. 이 거래는 선댄스에서 가장 큰 거래 중 하나였다. 영화는 2015년 토론토 국제 영화제의 특별 발표 섹션 부문에 초청되었다. 이 영화는 2015년 11월 4일에 미국에서 한정 개봉으로 개봉되었고, 이후 2015년 11월 25일에 전 세계에 개봉되었다.

### 박스 오피스
《브루클린》은 북미 지역에서 3,830만 달러, 다른 해외 지역에서 2,370만 달러를 벌어 총 6,110만 달러를 벌어 들이며, 1,100만 달러의 제작비의 손익 분기점을 넘겼다. 할리우드 리포터는 영화가 3~400만 달러의 순이익을 냈다고 보도했다.

## 평가

### 중요한 평가
영화는 선댄스 영화제 시사회에서 기립 박수를 받았다. 영화 리뷰 웹사이트 로튼 토마토에서 평균 222점의 평가를 받아 97%의 지지도를 받았으며, 평균 평점은 8.5 / 10 점을 기록했다. 메타크리틱에서 이 영화는 42명의 비평가를 기준으로 100점 만점에 87점의 [가중 평균] 점수를 획득했다.

### 수상 및 후보
《브루클린》은 제88회 미국 아카데미상에서 최우수 작품상, 각색상, 여우주연상의 3개 부문에 후보 지명을 비롯하여 업계 및 비평가 상을 다수 수상했다. 주연 세어셔 로넌의 연기는 비평가들의 찬사를 받았으며 미국 아카데미상, 제69회 영국 아카데미상(BAFTA), 크리틱스 초이스 영화상, 제73회 골든 글로브상과 제24회 미국 배우 조합상에 최우수 여우주연상에 후보 지명되었다. 그녀는 또한 영국 인디펜던트 필름 어워드 (BIFA) 최우수 여우주연상을 수상하였다. 줄리 월터스는 또한 영국 아카데미상(BAFTA) 최우수 여우조연상에 후보 지명되었다. 이 영화는 밀 발리 영화제에서 관객들이 좋아하는 월드 시네마부문, 밴쿠버 국제 영화제에서 로저 피플스 초이스상, 버지니아 영화제에서 최우수 서사 영화부문 관객상을 수상하였다. 코헨은 햄튼 국제 영화제에서 신인 연기상을 수상했다. 캐나다 스크린 어워드에서 최우수 촬영상과 최우수 뮤지컬 영화상의 2개 부문과 제18회 퀘벡 시네마 어워드에서 최우수 촬영상과 최우수 미술상의 2개 부문을 수상했다.
《브루클린》은 또한 120편이 넘는 Top 10 비평가 목록에 2015년 최고의 영화 중 하나로 선정되었다. 영화는 로튼 토마토에서 4위, 2015년 메타크리틱에서 최고의 리뷰를 얻은 영화 중에서 5위를 차지했다.